# São Tomé och Príncipe i olympiska sommarspelen 2016
São Tomé och Príncipe deltog med tre deltagare vid de olympiska sommarspelen 2016 i Rio de Janeiro. Ingen av landets deltagare erövrade någon medalj.

## Friidrott
Förkortningar
- Notera– Placeringar avser endast det specifika heatet.
- Q = Tog sig vidare till nästa omgång
- q = Tog sig vidare till nästa omgång som den snabbaste förloraren eller, i fältgrenarna, genom placering utan att nå kvalgränsen
- NR = Nationellt rekord
- N/A = Omgången fanns inte i grenen
- Bye = Idrottaren behövde inte tävla i omgången

Bana och väg
| Idrottare             | Gren                  | Heat     | Heat      | Semifinal        | Semifinal        | Final            | Final            |
| Idrottare             | Gren                  | Resultat | Placering | Resultat         | Placering        | Resultat         | Placering        |
| --------------------- | --------------------- | -------- | --------- | ---------------- | ---------------- | ---------------- | ---------------- |
| Romário Leitão        | Herrarnas 5 000 meter | 15:53,32 | 25        | i.u.             | i.u.             | Gick inte vidare | Gick inte vidare |
| Celma Bonfim da Graça | Damernas 1 500 meter  | 4:38,86  | 14        | Gick inte vidare | Gick inte vidare | Gick inte vidare | Gick inte vidare |

## Kanotsport

### Sprint
| Kanotist    | Gren                 | Heat     | Heat      | Semifinaler | Semifinaler | Final            | Final            |
| Kanotist    | Gren                 | Tid      | Placering | Tid         | Placering   | Tid              | Placering        |
| ----------- | -------------------- | -------- | --------- | ----------- | ----------- | ---------------- | ---------------- |
| Buly Triste | Herrarnas C-1 1000 m | 4:54,516 | 6         | 4:46,396    | 7           | Gick inte vidare | Gick inte vidare |